# Panzerchrist
Panzerchrist est un groupe de death metal danois, originaire d'Aarhus. Il est formé en 1993-1994 par Michael Enevoldsen après avoir quitté son groupe Illdisposed.

## Biographie
Panzerchrist enregistre quelques albums démos et signe chez Serious Entertainment. Leur premier album Six Seconds Kill est sorti en 1996, suivi en 1998 de leur album Outpost Fort Europa.
En 2000, Panzerchrist est rejoint par le batteur Reno Kiilerich (ex-Exmortem, Vile, etc.) et Bo Summer (aussi dans Illdisposed) pour enregistrer Soul Collector, connu pour ses thèmes ayant traits à la Seconde Guerre mondiale et ses paroles en allemand. Soul Collector est sorti sous le label Mighty Music.  En 2002, le groupe est rejoint par Frederik O'Carroll et Rasmus Henriksens et a commencé à travailler sur l'ultra-violent Roomservice, sur lequel figurent des compositions encore plus rapides et brutales ainsi que la reprise du classique de Metal Church : Metal Church. Room Service est enregistré au Tue Madsen's Antfarm Studios (The Haunted, Illdisposed, Mnemic etc.) et est distribué par Mighty Music en 2003.
En 2006, le groupe est rejoint par le batteur Reno Kiilerich et Karina Bundgaard, désormais au claviers, pour enregistrer Battalion Beast, distribué par Neurotic Records. Au printemps 2008, le chanteur Bo Summer est remplacé par Johnny Pump. De plus, Panzerchrist qui n'avait jusque-là été qu'un groupe studio prévoirait de se lancer dans des tournées. Panzerchrist retourne en studio à la fin de 2009 pour enregistrer leur nouvel album Regiment Ragnarok, originellement prévu pour décembre 2010 et sorti le 18 avril 2011. Avant la sortie de l'album, quatre des chansons de celui-ci avaient été dévoilées sur leur MySpace.

## Membres

### Membres actuels
- Søren « Sindsyg » Tintin Lønholdt - chant (depuis 2013)
- Nils Petersen - guitare (depuis 2012)
- Michael « Panzergeneral » Enevoldsen - batterie (1994-2000), claviers (1998-2006, depuis 2011), basse (depuis 2003)
- Simon Schilling - batterie (depuis 2013)

### Anciens membres
- Jakob Mølbjerg - guitare (1994)
- Lasse Hoile - chant (1994-1999)
- Finn Henriksen - guitare (1994-1996)
- Nicolej Brink - basse (1994-1996)
- Jes Christensen - guitare (1994-1996)
- Karina Bundgaard - basse (1996-2000), claviers (2006-2011)
- Kim Jensen - guitare (1997-1999)
- Michael Kopietz - guitare (1999-2000)
- Reno « Killerich » Hilligsø - batterie (2000-2004, 2006-2008)
- Bo Summer - chant (2000-2008, 2012-2013)
- Frederik O'Carroll - guitare (2002-2006)
- Rasmus Normand - guitare (2002-2011)
- Bent Bisballe Nyeng - batterie (2005)
- Dea Lillelund - claviers (2005-2006)
- Johnny Pump - chant (2008-2010)
- Morten Løwe Sørensen - batterie (2008-2011)
- Lasse Bak - guitare, claviers (2008-2012)
- Mads Lauridsen - batterie (2011-2012)
- Thomas « Hotdogger » Egede - guitare (2012-2013)
- Magnus Jørgensen - chant (2010-2012)

## Discographie
- 1996 : Six Seconds Kill
- 1998 : Outpost Fort Europa
- 2000 : Soul Collector
- 2003 : Room Service
- 2006 : Battalion Beast
- 2011 : Regiment Ragnarok
- 2013 : 7th Offensive

### Autres
- 1995 : Panzerchrist (EP)
- 2007 : Bello
- 2008 : Himmelfartskommando